# Dicrogonatus niger
Espèce
Statut de conservation UICN

 CR B1ab(iii)+2ab(iii) : 
En danger critique
Dicrogonatus niger est une espèce d'acariens de la famille des Holothyridae.

## Répartition et habitat
Dicrogonatus niger est endémique de l'île de Silhouette aux Seychelles. Elle est présente sur la litière de feuilles de la forêt humide et ce à une altitude comprise entre 350 et 600 m. Son aire de répartition se limite à 5 km2.

## Systématique
L'espèce Dicrogonatus niger a été décrite pour la première fois en 1906 par l'entomologiste et zoologiste tchèque Karel Thon (d) (1879-1906) sous le protonyme Holothyrus niger.
Dicrognatus niger a pour synonymes :
- Dicrogonatus niger (Thon, 1906)
- Hammenius niger (Thon, 1906)
- Holothyrus niger Thon, 1906

## Publication originale
- (de) Karel Thon, « Die äussere Morphologie und die Systematik der Holothyriden », Zoologische Jahrbücher. Abteilung für Systematik, Geographie und Biologie der Tiere, Allemagne, vol. 23,‎ 1906, p. 677-724 (ISSN 0323-7087, lire en ligne).